# Kōtarō Iba
Kōtarō Iba (japanisch 射庭 康太朗 Iba Kōtarō; * 7. Dezember 1995 in der Präfektur Osaka) ist ein japanischer Fußballspieler.

## Karriere
Iba erlernte das Fußballspielen in der Jugendmannschaft von Cerezo Osaka und der Universitätsmannschaft der Sangyō-Universität Kyōto. Seinen ersten Vertrag unterschrieb er 2018 bei Montedio Yamagata. Der Verein aus Yamagata spielte in der zweiten japanischen Liga, der J2 League. Im Januar 2019 wechselte er zum Drittligisten Iwate Grulla Morioka. Mit dem Verein aus Morioka spielte er zweimal in der dritten Liga. Der Viertligaaufsteiger Iwaki FC aus Iwaki nahm ihn im Januar 2021 unter Vertrag. 2021 wurde er mit Iwaki Meister der Liga und stieg in die dritte Liga auf. Nach dem Aufstieg verließ er Iwaki und schloss sich im Januar 2022 dem Regionalligisten Toho Titanium SC an.

## Erfolge
Iwaki FC
- Japan Football League: 2021  ▲